# Пурпуэн
Пурпуэн (фр. Pourpoint), он же дублет — предмет средневековой мужской одежды, элемент изначально военного, позже светского костюма. Представлял собой стёганую на вате куртку с рукавами с застёжкой-шнуровкой сзади или спереди, с рукавами или без рукавов. В XII веке покрой пурпуэна соответствовал конструкции лат, однако позже, начиная с 1340-х годов становится верхней светской одеждой, и покрой его меняется. В последующие века, XIV, XV, XVI появляются новые разновидности пурпуэна, в XVI веке французские пурпуэны делали по итальянскому образцу с глубоким вырезом, но характерной особенностью его покроя остаётся отрезной лиф, облегающий торс и баска. Баска могла быть съёмной, это давало возможность разнообразить цветовые сочетания костюма. Также изменяется тип ткани, если в XII—XIII веке его шили из холста, то впоследствии уже использовали дорогие нарядные ткани, такие как шёлк и бархат. В конце XVII века пурпуэн заменяют брасьером.

## Пурпуэн Карла Блуасского
Пурпуэн, хранящийся в Музее тканей в Лионе датируется концом XIV века и приписывается Карлу Блуасскому, претенденту на герцогство Бретонское, убитому в битве при Оре 29 сентября 1364 года. До Французской революции хранился в качестве реликвии в сокровищнице церкви Нотр-Дам-де-Кармель в Анжере. Две отсутствующие нижние пуговицы и несколько проб, вырезанных из шёлка и подкладочной ткани, свидетельствуют о трепетном отношении к этому пурпуэну на протяжении его бытования. 
В пурпуэн с внутренней стороны вшиты два пергамента. На меньшем и самом старом (ок. XIV в.) из них имеется надпись, сделанная вскоре после смерти Карла Блуасского: «c'est le pourpoint et de la haire de mons. sainct Charlie de Bloys». Под «haire», видимо, подразумевается власяница Блаженного Карла Блуасского, которую сохранил его духовник Жоффруа Рабин, бывший с Карлом в последние минуты его жизни. Этот пергамент был дополнен, вероятно, в XVII в. словами: tué a la bataille/ d’Auray par Jean de Montfort son compétiteur au duché de Bretagne («убитом в битве при Оре Жаном де Монфором, его соперником за герцогство Бретонское»). На более крупном пергаменте имеется надпись второй половины XVII в., частично повторяющая надпись с первого пергамента: C’est le pourpoint de Saint Charles de Blois tué à la bataille d’Auray par Jean de Montfort son compétiteur au duché de Bretagne le 29 septembre 1364 («Это пурпуэн святого Карла Блуасского, убитого в битве при Оре Жаном де Монфором, его соперником за герцогство Бретонское 29 сентября 1364 г.»). За исключением нескольких проколов, пурпуэн не подвергался никаким другим изменениям. Начиная с XVII века эта одежда больше не упоминается в списках сокровищницы кармелитов.

## Конструкция пурпуэна
Длина пурпуэна 87 см, обхват в груди 103 см. Швы оригинальные, выполненные льняной нитью. Пурпуэн собран из двадцати семи деталей. Заканчиваясь на середине бедра и имея два боковых разреза, он стягивает талию, обхватывая живот, а затем расширяется в области груди, придавая ей визуально больший объём. Надевается как куртка с открытым передом. Застёгивается на ряд пуговиц. Пуговица на воротнике круглая и плоская, как и шестнадцать пуговиц на животе. Пятнадцать пуговиц на груди имеют сферическую форму, как и двадцать пуговиц на тыльной стороне предплечий на каждом рукаве. На правом рукаве одна пуговица отсутствует. Рукава глубоко посаженные в проймы имеющие форму т.н. grande assiette (фр. «большой тарелки») от выреза горловины и до середины талии. Спереди, сзади и подмышками в конструкцию рукавов добавлены треугольные вставки ткани для расширения проймы и облегчения движения рук в плечах. На талии с внутренней стороны пурпуэна по нижнему краю для подвязывания чулок расположены семь завязок: три посередине спины, две по бокам над разрезами и две спереди. Все завязки выполнены из льняных шнуров, закреплённых накладной льняной трапецией, за исключением шнурка по центру спины, выполненного из кожи. Каждая деталь пурпуэна, вероятно, была раскроена и простёгана отдельно от других, после чего все детали были сшиты вместе. Драгоценный шёлк – лампас с атласной основой цвета слоновой кости – украшен позолоченным узором: в сети восьмиугольников и звёзд орлы с распростёртыми крыльями чередуются с проходящими львами. Технические характеристики шёлка указывают на то, что он мог быть соткан в Монгольской империи, западном Иране или Ираке, как и другие импортные ткани этого типа, которые в европейских описях называются panni tartarici или «тартары». Эти «татарские ткани», вошедшие в моду при европейских дворах с конца XIII в., отличались особой роскошью, как и хлопок, использовавшийся в качестве набивки между лицевой шёлковой и льняной подкладочной тканями. Этот пурпуэн, судя по всему, принадлежал к парадному гардеробу, о чём свидетельствуют его прекрасная сохранность и малый износ петель для пуговиц, украшенных льняной отделкой, а также отсутствие шнурков для закрепления элементов доспеха – «армпоинтов».